# Курс судна

1 — напрям на справжню північ (географічний північний полюс), 2 — шлях, 3 — напрям на магнітну північ (магнітний арктичний полюс), 4 — напрям на компасну північ (на основі показань компаса без урахування девіації), 5 — магнітна девіація, 6 — магнітне схилення, 7 — компасний курс, 8 — магнітний курс, 9,10 — вплив вітру й течій, A, B — шлях. Лінія діаметральної площини позначена стрілкою, біле поле позначає справжній курс.

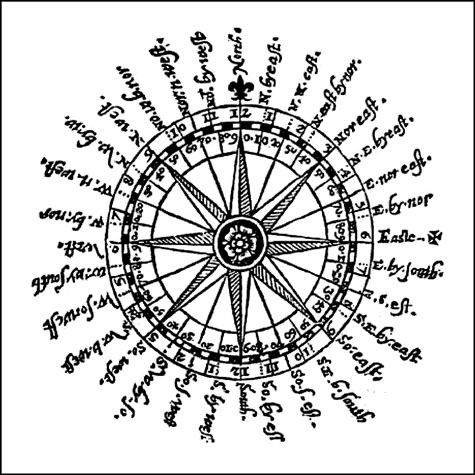
Компасні картушка, градуси і румби, XVI—XVII ст.

Курс судна́ (англ. heading)— навіґаційний термін, кут між діаметральною площиною судна (морського, річкового або повітряного) і напрямом на північ (N «норд»). Від курсу слід відрізняти шляховий кут — кут між шляхом дійсного переміщення судна і меридіаном, а також курсовий кут — кут між діаметральною площиною і напрямком на якийсь предмет. У побутовому мовленні «курсом» називають напрям руху, шлях судна або літака.

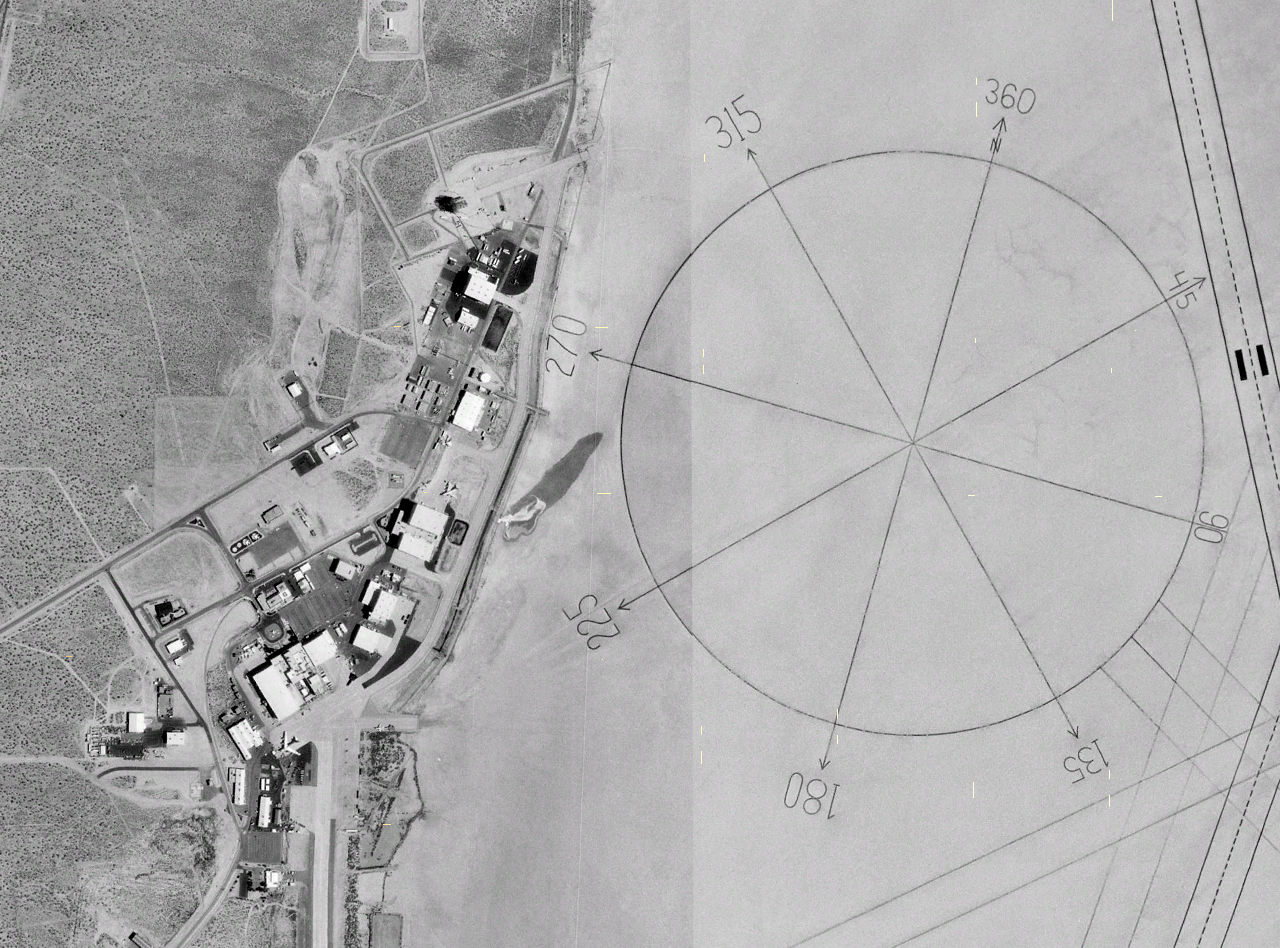
Найбільша в світі картушка, накреслена біля Авіабази Едвардс в Каліфорнії, показує, як градуси відміряються за годинниковою стрілкою від півночі (магнітного полюса в даному випадку).

Вимірюється в градусах за годинниковою стрілкою від 0° (т. зв. «чистий норд») до 359°. До середини XIX ст. було прийнято вимір у румбах від 0 (норд, N) за годинниковою стрілкою до 31 (норд-вест-тен, NBW).

## Види
Залежно від методу вимірювання розрізняють:
- Справжній курс — кут між північним напрямком географічного (дійсного) меридіана і напрямком на певну точку. Обчислюється на основі компасного з урахуванням магнітної девіації і магнітного схилення, або за гірокомпасом.
- Магнітний курс — кут відносно магнітного меридіана. Оскільки магнітні полюси Землі не збігаються з географічними, магнітний курс відрізняється від справжнього на величину магнітного схилення в місці заміру. Обчислюється на основі компасного з урахуванням магнітної девіації.
- Компасний курс — кут між площиною компасного меридіана (визначеного на основі показань суднового магнітного компаса) і носовою частиною діаметральної площини судна. Компасний курс розраховується як алгебраїчна різниця дійсного курсу і загальної поправки, що обчислюється за її елементами або шляхом порівняння компасного й дійсного пеленгів якихось об'єктів (берегових орієнтирів, небесних світил).

## Курс і шлях судна
Курс судна практично ніколи не збігається з його дійсним шляхом: внаслідок впливу вітрів і течій шлях відхиляється на той чи інший кут (кут зносу) від наміченого курсу (так званий зніс). Для наземних засобів (таких, як автомобілі) шлях і курс зазвичай ідентичні.